# TurkSat-3USat
TurkSat-3USat ist ein türkischer Technologieerprobungs- und Amateurfunksatellit, der von der Technischen Universität Istanbul entwickelt und gebaut wurde.

## Aufbau und Nutzlast
Bei TurkSat-3USat handelt es sich um einen Cubesat der Größe 3U. Der Satellit trägt als Nutzlast einen redundant ausgeführten VHF/UHF-Lineartransponder für Amateurfunk-Sprachkommunikation, eine Kamera und ein einfaches Lagestabilisierungssystem.
Außerdem ist ein System zum gezielten Abbremsen des Satelliten am Ende seiner Lebensdauer mit an Bord. Es werden dann zwei Membranen ausgerollt, die die Luftreibung in der dünnen Atmosphäre erhöhen und den Satelliten schneller an Höhe verlieren lassen sollen.

## Missionsverlauf
TurkSat-3USat wurde zusammen mit Gaofen 1 sowie den Sekundärnutzlasten CubeBug-1 und NEE-01 Pegaso am 26. April 2013 mit einer Langer Marsch 2D vom Kosmodrom Jiuquan ins All gestartet.